# Културни центар „Рибница” Краљево
| Културни центар „Рибница” Краљево |                                                                     |
|                                   |                                                                     |
| Оснивач:                          | Град Краљево                                                        |
| Основан:                          | 1948.                                                               |
| Седиште:                          | Излетничка 2, Краљево Србија                                        |
| Веб презентација                  | https://web.archive.org/web/20190106153637/http://www.kcribnica.rs/ |
| Контакт:                          | 036/201-464                                                         |

Културни центар „Рибница” Краљево је градска установа града Краљева за развој културе и уметности, основана 1948. године. Реализује широк спектар активности: фестивале, концерте, књижевне вечери, трибине, уметничке изложбе, сајмове књига, сликарске колоније, као и едукативно-забавне радионице за децу и одрасле.

## Историјат
Културни центар „Рибница” Краљево је наследник најпре Културно-просветног друштва, а затим Дома културе „Новица Јолић”, које су формирали мештани насеља Рибница. Тако је и зграда данашњег Културног центра изграђена 1948. године радом мештана. У друштву су радиле драмска, фолклорна, музичка, спортска, риболовачка секција и многе друге. По добијању кино-пројектора, друштво добија биоскопску салу. Током шездесетих година, ОШ „Вук Караџић” је због недостатка свог простора користила просторије КПД-а за приредбе и наставу.
КПД „Новица Јолић” 1970. године мења име у Дом културе „Новица Јолић”, а у оквиру Дома се отвара и библиотека. Установа 1993. године поново мења назив и добија име по насељу у ком се налази - Дом културе „Рибница”. Током ратних година биоскопска сала постаје нужни смештај избеглицама из Хрватске и БиХ и у тој функцији остаје читаву деценију. Током 2003. и 2004. године, након исељења избеглих и прогнаних, урађена је обимна реконструкција Дома. Некадашњи биоскоп постаје модерна спортска сала, а хол биоскопа преуређен је у галерију.
Дом културе „Рибница” у марту 2008. године коначно добија данашњи назив – Културни центар „Рибница” Краљево. У августу исте године Установа у центру града у Омладинској улици добија простор за Градску књижару. Културни центар „Рибница“ Краљево за реализацију програма добија 2015. године на коришћење Француску кућу у Улици цара Душана.
У оквиру музичког програма постоји Градски хор „Црвчанин” и Певачка група „Рибница”

## Библиотека
Библиотека Културног центра „Рибница” је почела са радом 1970. године, данас поседује неколико хиљада наслова, углавном белетристика, али има и завидан број стручне литературе (психологија, религија, теологија, друштвене науке, природне науке, примењене науке, уметност, лингвистика, географија, историја...). У оквиру фонда корисницима су приступачна енциклопедијска издања и речници страних језика.

## Галерија
Културни центар располаже галеријским простором погодним за разне врсте друштвено-културних перформанса. Ликовне изложбе и изложбе фотографија, арт инсталације, песничке вечери, мини-концерти и мултимедијалне презентације само су неки од догађаја успешно реализованих у простору Галерије.

## Фестивали
Од 2011. године Културни центар организује летње манифестације: 
- Фестивал уметности „Маглич”,[1]
- Смотру народног стваралаштва,
- Интернационални џез фестивал „ЏезИбар”/„“ и
- Фестивал алтернативних уметности „Стрит Арт”/„Street Art”.

Сви фестивали се одржавају на отвореном простору и бесплатни су за публику. Ове манифестације Културни центар организује у оквиру пројекта „Културно лето”, чије одржавање је 2015. године подржано средствима Министарства за трговину, туризам и телекомуникације на основу конкурса.